# Where I'm Coming From
Where I'm Coming From — музичний альбом Стіві Вандера. Виданий 12 квітня 1971 року лейблом Tamla. Загальна тривалість композицій становить 34:46.

## Список пісень

### Сторона 1
1. «Look Around» — 2:45
2. «Do Yourself a Favor» — 6:10
3. «Think of Me as Your Soldier» — 3:37
4. «Something Out of the Blue» — 2:59
5. «If You Really Love Me» — 3:00

### Сторона 2
1. «I Wanna Talk to You» — 5:18
2. «Take up a Course in Happiness» — 3:11
3. «Never Dreamed You'd Leave in Summer» — 2:53
4. «Sunshine in Their Eyes» — 6:58